# Filippo Bacciu
Filippo Bacciu (Buddusò, 24 febbraio 1838 – Ozieri, 13 marzo 1914) è stato un vescovo cattolico italiano.

## Biografia
Era uno dei quattro figli del pastore Giovanni e di sua moglie Maria Altana Porcu, che viveva "reclusa nella sua casa come la monaca nel suo convento". Si laureò in teologia a Sassari e fu ordinato prete nel 1863.
Continuò a dedicarsi agli studi e fu docente ginnasiale di belle lettere; nel 1875 fu nominato canonico-parroco della cattedrale di Ozieri.
Nel concistoro del 30 novembre 1896 papa Leone XIII lo preconizzò vescovo di Bisarchio o Bisarcio. Promosse la predicazione delle missioni al popolo e compì una visita di tutte le parrocchie della diocesi; fondò la congregazione delle Piccole suore di San Filippo Neri.
Morì nel 1914.

## Genealogia episcopale
La genealogia episcopale è:
- Cardinale Scipione Rebiba
- Cardinale Giulio Antonio Santori
- Cardinale Girolamo Bernerio, O.P.
- Arcivescovo Galeazzo Sanvitale
- Cardinale Ludovico Ludovisi
- Cardinale Luigi Caetani
- Cardinale Ulderico Carpegna
- Cardinale Paluzzo Paluzzi Altieri degli Albertoni
- Papa Benedetto XIII
- Papa Benedetto XIV
- Papa Clemente XIII
- Cardinale Marcantonio Colonna
- Cardinale Giacinto Sigismondo Gerdil, B.
- Cardinale Giulio Maria della Somaglia
- Cardinale Carlo Odescalchi, S.I.
- Cardinale Costantino Patrizi Naro
- Vescovo Eugenio Cano
- Vescovo Antonio Maria Contini
- Vescovo Filippo Bacciu